# E-Prix de Hong Kong
El e-Prix de Hong Kong es una carrera anual de monoplazas eléctricos del campeonato mundial de Fórmula E, celebrada en Hong Kong. Se corrió por primera vez en la Temporada 2016-17 de Fórmula E.

## Ganadores

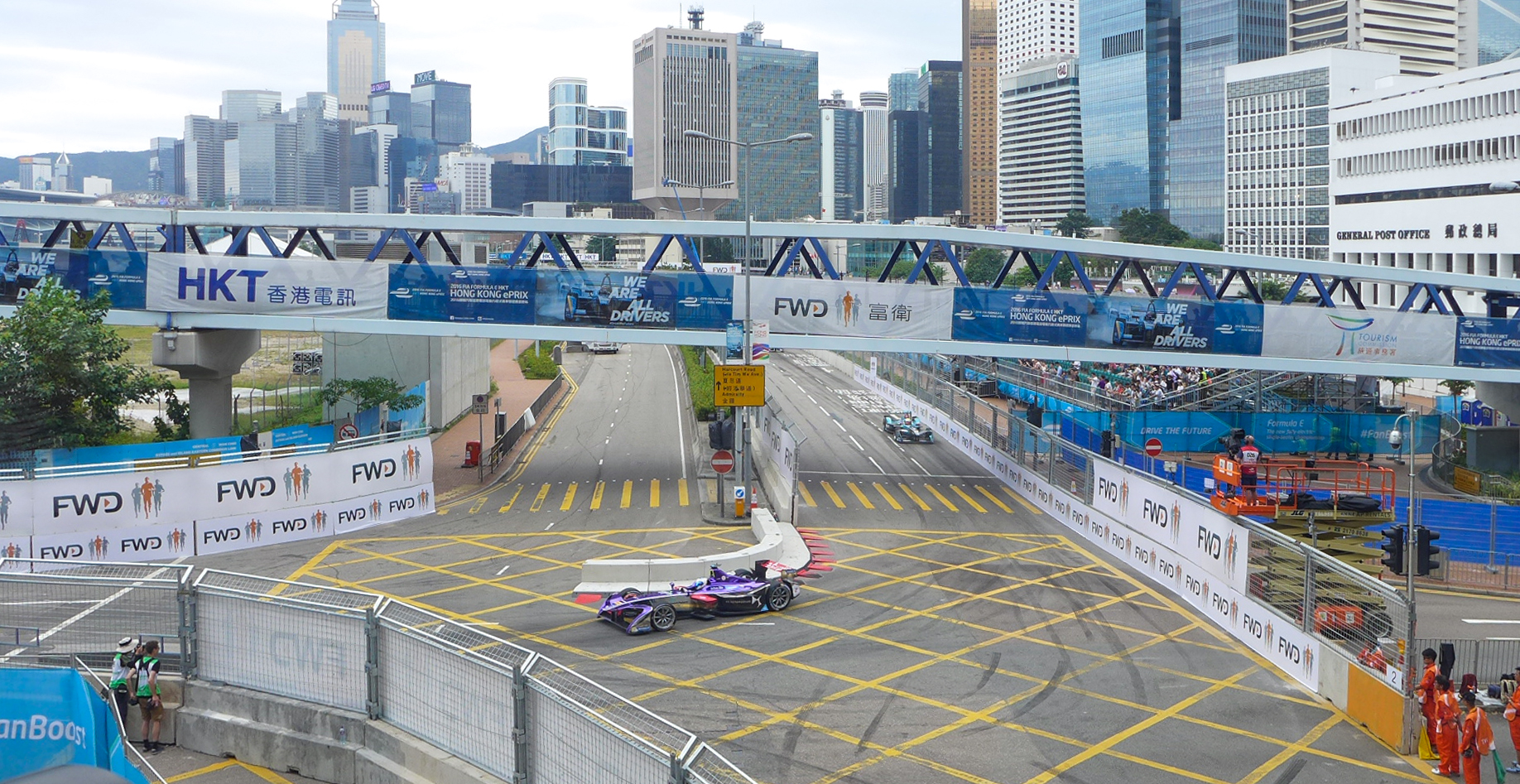
Circuito callejero de Hong Kong en la edición 2016 del e-Prix

| Edición | Ganador          | Equipo          | Circuito                        | Resultados |
| ------- | ---------------- | --------------- | ------------------------------- | ---------- |
| 2016-17 | Sébastien Buemi  | Renault e Dams  | Circuito callejero de Hong Kong | Resultados |
| 2017-18 | Sam Bird         | DS Virgin       | Circuito callejero de Hong Kong | Resultados |
| 2017-18 | Felix Rosenqvist | Mahindra Racing | Circuito callejero de Hong Kong | Resultados |
| 2018-19 | Edoardo Mortara  | Venturi Racing  | Circuito callejero de Hong Kong | Resultados |